# Premis Oscar de 1964
Els Premis Oscar de 1964 (en anglès: 37th Academy Awards) foren presentats el 5 d'abril de 1965 en una cerimònia realitzada al Santa Monica Civic Auditorium de Los Angeles.
La cerimònia fou presentada per l'actor i comediant Bob Hope.

## Curiositats
La gran guanyadora de la nit fou My Fair Lady de George Cukor que aconseguí guanyar vuit premis de les dotze nominacions que comptà, entre ells millor pel·lícula, director i actor principal. La pel·lícula comptà amb Audrey Hepburn com a actriu principal, però no fou nominada pel seu paper a la pel·lícula (cal destacar que Hepburn no cantà cap cançó del film, ja que fou doblada per la cantant Marni Nixon). Curiosament, l'adaptació del musical del teatre a la pantalla deixà fora de la producció l'actriu Julie Andrews per decisió del productor Jack L. Warner.
Andrews aquell mateix any protaganitzà Mary Poppins de Robert Stevenson que fou la pel·lícula més nominada de la nit amb tretze nominacions, si bé únicament guanyà cinc premis, entre ells però el de millor actriu per Andrews.
La pel·lícula Becket de Peter Glenville aconseguí dotze nominacions com My Fair Lady, si bé únicament guanyà el de millor guió adaptat.
En aquesta edició l'oceànograf Jacques-Yves Cousteau rebé el tercer Oscar de la seva carrerai el curtmetratge Casals Conducts: 1964 sobre Pau Casals guanyà també un Oscar.
Durant la cerimònia es reté homenatge a Cole Porter, que havia mort el maig de 1964, mitjançant la participació de Judy Garland, que cantà part del seu repertori.

## Premis
| Millor pel·lícula | Millor director |
| --- | --- |
| - My Fair Lady (Jack L. Warner per Warner Bros.) - Becket (Hal B. Wallis per Paramount Pictures) - Doctor Strangelove (Stanley Kubrick per Columbia Pictures) - Mary Poppins (Walt Disney i Bill Walsh per Walt Disney Productions) - Zorba the Greek (Michael Cacoyannis per 20th Century-Fox)                                         | - George Cukor per My Fair Lady - Peter Glenville per Becket - Stanley Kubrick per Doctor Strangelove - Robert Stevenson per Mary Poppins - Michael Cacoyannis per Zorba the Greek |
| Millor actor | Millor actriu |
| - Rex Harrison per My Fair Lady com a professor Henry Higgins - Richard Burton per Becket com a Thomas Becket - Peter O'Toole per Becket com a Enric II d'Anglaterra - Anthony Quinn per Zorba the Greek com a Alexis Zorba - Peter Sellers per Doctor Strangelove com a varis papers                                                   | - Julie Andrews per Mary Poppins com a Mary Poppins - Anne Bancroft per The Pumpkin Eater com a Jo Armitage - Sophia Loren per Matrimonio all'italiana com a Filumena Marturano - Debbie Reynolds per The Unsinkable Molly Brown com a Molly Brown - Kim Stanley per Séance on a Wet Afternoon com a Myra Savage |
| Millor actor secundari | Millor actriu secundària |
| - Peter Ustinov per Topkapi com a Arthur Simon Simpson - John Gielgud per Becket com a Lluis VII de França - Stanley Holloway per My Fair Lady com a Alfred P. Doolittle - Edmond O'Brien per Seven Days in May com a senador Ray Clark - Lee Tracy per El millor com a Art Hockstader                                                  | - Lila Kedrova per Zorba the Greek com a Madame Hortense - Gladys Cooper per My Fair Lady com a Sra Higgins - Edith Evans per The Chalk Garden com a sra St. Maugham - Grayson Hall per La nit de la iguana com a Judith Fellowes - Agnes Moorehead per Hush… Hush, Sweet Charlotte com a Velma Cruther |
| Millor guió original | Millor guió adaptat |
| - S. H. Barnett, Peter Stone i Frank Tarloff per Father Goose - Alun Owen per A Hard Day's Night - Agenore Incrocci, Furio Scarpelli i Mario Monicelli per I compagni - Jean-Paul Rappeneau, Ariane Mnouchkine, Daniel Boulanger i Philippe de Broca per L'homme de Rio - Orville H. Hampton i Raphael Hayes per One Potato, Two Potato | - Edward Anhalt per Becket (sobre obra teatre de Jean Anouilh) - Stanley Kubrick, Terry Southern i Peter George per Doctor Strangelove (sobre hist. de P. George) - Bill Walsh i Don DaGradi per Mary Poppins (sobre hist. P. L. Travers) - Alan Jay Lerner per My Fair Lady (sobre musical de Frederick Loewe i Jay Lerner) - Michael Cacoyannis per Zorba the Greek (sobre hist. Nikos Kazantzakis) |
| Millor pel·líucula de parla no anglesa | Millor cançó original |
| - Ahir, avui i demà de Vittorio De Sica (Itàlia) - Kvarteret Korpen de Bo Widerberg (Suècia) - Les Parapluies de Cherbourg de Jacques Demy (França) - Sallah Shabati d'Ephraim Kishon (Israel) - Suna no Onna d'Hiroshi Teshigahara (Japó)                                                                                              | - Richard M. Sherman i Robert B. Sherman (música i lletra) per Mary Poppins ("Chim Chim Cher-ee") - Henry Mancini (música); Jay Livingston i Ray Evans (lletra) per Dear Heart ("Dear Heart") - Frank De Vol (música); Mack David (lletra) per Hush… Hush, Sweet Charlotte ("Hush… Hush, Sweet Charlotte") - Jimmy Van Heusen (música); Sammy Cahn (lletra) per Robin and the 7 Hoods ("My Kind of Town") - Jimmy Van Heusen (música); Sammy Cahn (lletra) per Where Love Has Gone ("Where Love Has Gone") |
| Millor banda sonora | Millor banda sonora - Adaptació |
| - Richard M. Sherman i Robert B. Sherman per Mary Poppins - Laurence Rosenthal per Becket - Frank De Vol per Hush… Hush, Sweet Charlotte - Dimitri Tiomkin per La caiguda de l'Imperi Romà - Henry Mancini per La Pantera Rosa | - André Previn per My Fair Lady - George Martin per A Hard Day's Night - Irwin Kostal per Mary Poppins - Nelson Riddle per Robin and the 7 Hoods - Robert Armbruster, Leo Arnaud, Jack Elliot, Jack Hayes, Calvin Jackson i Leo Shuken per The Unsinkable Molly Brown |
| Millor direcció artística - Blanc i negre | Millor direcció artística - Color |
| - Vassilis Fotopoulos per Zorba the Greek - William Glasgow; Raphael Bretton per Hush… Hush, Sweet Charlotte - Cary Odell; Edward G. Boyle per Seven Days in May - George Davis, Hans Peters i Elliot Scott; Henry Grace i Robert R. Benton per The Americanization of Emily - Stephen Grimes per La nit de la iguana                   | - Gene Allen i Cecil Beaton; George James Hopkins per My Fair Lady - John Bryan i Maurice Carter; Patrick McLoughlin i Robert Cartwright per Becket - Carroll Clark i William H. Tuntke; Emile Kuri i Hal Gausman per Mary Poppins - George Davis i Preston Ames; Henry Grace i Hugh Hunt per The Unsinkable Molly Brown - Jack Martin Smith i Ted Haworth; Walter M. Scott i Stuart A. Reiss per What a Way to Go!                                                                                        |
| Millor fotografia - Blanc i negre | Millor fotografia - Color |
| - Walter Lassally per Zorba the Greek - Joseph Biroc per Hush… Hush, Sweet Charlotte - Milton R. Krasner per Fate Is the Hunter - Philip H. Lathrop per The Americanization of Emily - Gabriel Figueroa per La nit de la iguana | - Harry Stradling per My Fair Lady - Geoffrey Unsworth per Becket - William H. Clothier per Cheyenne Autumn - Edward Colman per Mary Poppins - Daniel L. Fapp per The Unsinkable Molly Brown |
| Millor vestuari - Blanc i negre | Millor vestuari - Color |
| - Dorothy Jeakins per La nit de la iguana - Edith Head per A House Is Not a Home - Norma Koch per Hush… Hush, Sweet Charlotte - Howard Shoup per Kisses for My President - René Hubert per The Visit | - Cecil Beaton per My Fair Lady - Margaret Furse per Becket - Tony Walton per Mary Poppins - Morton Haack per The Unsinkable Molly Brown - Edith Head i Moss Mabry per What a Way to Go! |
| Millor muntatge | Millor so |
| - Cotton Warburton per Mary Poppins - Michael Luciano per Hush… Hush, Sweet Charlotte - Anne Coates per Becket - Ted J. Kent per Father Goose - William H. Ziegler per My Fair Lady | - George Groves per My Fair Lady - Waldon O. Watson per Father Goose - John Cox per Becket - Robert O. Cook per Mary Poppins - Franklin Milton per The Unsinkable Molly Brown |
| Millors efectes especials | efectes de so |
| - Peter Ellenshaw, Hamilton Luske i Eustace Lycett per Mary Poppins - Jim Danforth per 7 Faces of Dr. Lao | - Norman Wanstall per Goldfinger - Robert L. Bratton per The Lively Set |
| Millor documental | Millor curtmetratge documental |
| - Le Monde sans soleil de Jacques-Yves Cousteau - The Finest Hours de Jack Le Vien - Four Days in November de Mel Stuart - Alleman de Bert Haanstra - 14-18 de Jean Aurel | - Nine from Little Rock (Guggenheim Productions) - Breaking the Habit de Henry Jacobs i John Korty - Children Without (Guggenheim Productions) - Eskimo Artist: Kenojuak (National Film Board of Canada) - 140 Days Under the World de Geoffrey Scott i Oxley Hughan |
| Millor curtmetratge | Millor curtmetratge d'animació |
| - Casals Conducts: 1964 d'Edward Schreiber - Help! My Snowman's Burning Down de Carson Davidson - The Legend of Jimmy Blue Eyes de Robert Clouse | - The Pink Phink de David H. DePatie i Friz Freleng - Christmas Cracker (National Film Board of Canada) - How to Avoid Friendship de William L. Snyder - Nudnik #2 de William L. Snyder |

## Oscar Honorífic
- William J. Tuttle - pel seu destacat maquillatge a 7 Faces of Dr. Lao. [estatueta]

## Presentadors
- Elizabeth Ashley i Macdonald Carey: millor direcció artística
- Fred Astaire: millor cançó
- Claudia Cardinale, Angie Dickinson i Steve McQueen: millor so i efectes de so
- Richard Chamberlain i Vince Edwards: millor muntatge
- Joan Crawford: millor direcció
- Alain Delon: millors efectes especials
- Jimmy Durante i Martha Raye: millors documentals
- Anthony Franciosa: Premis Científics i Tècnics
- Greer Garson i Dick Van Dyke: millor vestuari
- Rex Harrison: millor pel·lícula de parla no anglesa
- Audrey Hepburn: millor actor
- Rock Hudson i Jean Simmons: millor fotografia
- Gene Kelly: actuació especial de Judy Garland
- Deborah Kerr: millor guió original i adaptat
- Angela Lansbury: millor actor secundari
- Karl Malden: millor actriu secundària
- Merle Oberon: millors curtmetratges
- Gregory Peck: millor pel·lícula
- Sidney Poitier: millor actriu
- Debbie Reynolds: millor música original i adaptació
- Rosalind Russell: Oscar Honorífic a William J. Tuttle

### Actuacions
- Judy Garland interpreta un conjunta de cançons de Cole Porter
- Jack Jones interpreta "Where Love Has Gone" de Where Love Has Gone
- The New Christy Minstrels interpreten "Chim Chim Cher-ee" de Mary Poppins
- Patti Page intepreta "Hush… Hush, Sweet Charlotte" de Hush… Hush, Sweet Charlotte
- Andy Williams interpreta "Dear Heart" de Dear Heart
- Nancy Wilson interpreta "My Kind of Town" de Robin and the 7 Hoods

## Múltiples nominacions i premis
| Les següents pel·lícules van rebre diverses nominacions: - 13 nominacions: Mary Poppins - 12 nominacions: Becket i My Fair Lady - 7 nominacions: Hush… Hush, Sweet Charlotte i Zorba the Greek - 6 nominacions: The Unsinkable Molly Brown - 4 nominacions: Doctor Strangelove i La nit de la iguana - 3 nominacions: Father Goose - 2 nominacions: The Americanization of Emily, A Hard Day's Night, Robin and the 7 Hoods, Seven Days in May i What a Way to Go! | Les següents pel·lícules van rebre més d'un premi: - 8 premis: My Fair Lady - 5 premis: Mary Poppins - 3 premis: Zorba the Greek |